# Dactylostylis serrata
Dactylostylis serrata là một loài chân đều trong họ Janirellidae. Loài này được Kensley & Heard miêu tả khoa học năm 1985.